# Puget (Washington)
Puget az Amerikai Egyesült Államok északnyugati részén, Washington állam Thurston megyéjében elhelyezkedő önkormányzat nélküli település.
Puget City postahivatala 1890 és 1893, Pugeté pedig 1904 és 1928 között működött. A települést 1873-ban alapították; növekedése az 1893-as válság miatt megállt.

## Fordítás
- Ez a szócikk részben vagy egészben  a   Puget, Washington című angol Wikipédia-szócikk ezen változatának fordításán alapul.  Az eredeti cikk szerkesztőit annak laptörténete sorolja fel. Ez a jelzés csupán a megfogalmazás eredetét és a szerzői jogokat jelzi, nem szolgál a cikkben szereplő információk forrásmegjelöléseként.